# Jonathan Curiel
Pour les articles homonymes, voir Curiel.
Jonathan Curiel, né le 29 novembre 1980, est le directeur de la radio RTL basé à Paris.